# Mistrzostwa Świata w Snowboardzie 2001
Mistrzostwa Świata w Snowboardzie 2001 były to czwarte mistrzostwa świata w snowboardzie. Odbyły się we włoskiej miejscowości Madonna di Campiglio w dniach 22-28 stycznia 2001 r.

## Wyniki

### Mężczyźni

#### Snowboardcross
- Data: 28 stycznia 2001

| Medal | Zawodnik            | Narodowość |
| ----- | ------------------- | ---------- |
|       | Guillaume Nantermod | Szwajcaria |
|       | Markus Ebner        | Niemcy     |
|       | Alexander Maier     | Austria    |
| 4     | Jonte Grundelius    | Szwecja    |
| 5     | Markus Jonsson      | Szwecja    |
| 6     | Pontus Ståhlkloo    | Szwecja    |
| 7     | Lukas Grüner        | Austria    |
| 8     | Mariano López       | Argentyna  |
| ...   |                     |            |
| 28    | Łukasz Starowicz    | Polska     |

#### Slalom gigant
- Data: 22 stycznia 2001

| Medal | Zawodnik           | Narodowość        |
| ----- | ------------------ | ----------------- |
|       | Jasey-Jay Anderson | Kanada            |
|       | Dejan Košir        | Słowenia          |
|       | Walter Feichter    | Włochy            |
| 4     | Markus Ebner       | Niemcy            |
| 5     | Felix Stadler      | Austria           |
| 6     | Chris Klug         | Stany Zjednoczone |
| 7     | Mark Fawcett       | Kanada            |
| 8     | Stefan Kaltschütz  | Austria           |
| ...   |                    |                   |
| 32    | Łukasz Starowicz   | Polska            |
| 42    | Andrzej Kaim       | Polska            |
| 84    | Marcin Sitarz      | Polska            |

#### Gigant równoległy
- Data: 24 stycznia 2001

| Medal | Zawodnik         | Narodowość        |
| ----- | ---------------- | ----------------- |
|       | Nicolas Huet     | Francja           |
|       | Mathieu Chiquet  | Francja           |
|       | Anton Pogue      | Stany Zjednoczone |
| 4     | Daniel Biveson   | Szwecja           |
| 5     | Mathieu Bozzetto | Francja           |
| 6     | Dieter Krassnig  | Austria           |
| 7     | Werner Ebenbauer | Austria           |
| 8     | Mathias Behounek | Niemcy            |
| ...   |                  |                   |
| DNS   | Łukasz Starowicz | Polska            |
| DNF   | Andrzej Kaim     | Polska            |
| DNF   | Marcin Sitarz    | Polska            |

#### Slalom równoległy
- Data: 26 stycznia 2001

| Medal | Zawodnik           | Narodowość |
| ----- | ------------------ | ---------- |
|       | Gilles Jaquet      | Szwajcaria |
|       | Daniel Biveson     | Szwecja    |
|       | Stefan Kaltschütz  | Austria    |
| 4     | Lukas Grüner       | Austria    |
| 5     | Jasey-Jay Anderson | Kanada     |
| 6     | Walter Feichter    | Włochy     |
| 7     | Dejan Košir        | Słowenia   |
| 8     | Mathieu Bozzetto   | Francja    |
| ...   |                    |            |
| 67    | Andrzej Kaim       | Polska     |
| DNF   | Marcin Sitarz      | Polska     |
| DNF   | Piotr Starowicz    | Polska     |

#### Halfpipe
- Data: 16 stycznia 2001

| Medal | Zawodnik           | Narodowość |
| ----- | ------------------ | ---------- |
|       | Kim Christiansen   | Norwegia   |
|       | Daniel Franck      | Norwegia   |
|       | Markus Hurme       | Finlandia  |
| 4     | Xaver Hoffmann     | Niemcy     |
| 5     | Íker Fernández     | Hiszpania  |
| 6     | Jan Michaelis      | Niemcy     |
| 7     | Magnus Sterner     | Szwecja    |
| 8     | Guillaume Morisset | Kanada     |
| ...   |                    |            |
| 35    | Piotr Starowicz    | Polska     |
| 39    | Wojciech Pająk     | Polska     |
| 53    | Marek Sąsiadek     | Polska     |

### Kobiety

#### Snowboardcross
- Data: 28 stycznia 2001

| Medal | Zawodniczka       | Narodowość |
| ----- | ----------------- | ---------- |
|       | Karine Ruby       | Francja    |
|       | Emmanuelle Duboc  | Francja    |
|       | Dominique Vallée  | Kanada     |
| 4     | Marie Laissus     | Francja    |
| 5     | Marija Tichwinska | Rosja      |
| 6     | Yoko Miyake       | Japonia    |
| 7     | Nathalie Desmares | Francja    |
| 8     | Maelle Ricker     | Kanada     |
| ...   |                   |            |
| 20    | Małgorzata Kukucz | Polska     |
| DNS   | Blanka Isielonis  | Polska     |

#### Slalom gigant
- Data: 23 stycznia 2001

| Medal | Zawodniczka                 | Narodowość        |
| ----- | --------------------------- | ----------------- |
|       | Karine Ruby                 | Francja           |
|       | Isabelle Blanc              | Francja           |
|       | Dagmar Mair unter der Eggen | Włochy            |
| 4     | Sondra van Ert              | Stany Zjednoczone |
| 5     | Carmen Ranigler             | Włochy            |
| 6     | Rosey Fletcher              | Stany Zjednoczone |
| 7     | Manuela Riegler             | Austria           |
| 8     | Melissa Barclay             | Kanada            |
| ...   |                             |                   |
| 13    | Jagna Marczułajtis          | Polska            |
| 32    | Małgorzata Kukucz           | Polska            |
| DNF   | Blanka Isielonis            | Polska            |

#### Gigant równoległy
- Data: 14 stycznia 2001

| Medal | Zawodniczka                 | Narodowość        |
| ----- | --------------------------- | ----------------- |
|       | Ursula Bruhin               | Szwajcaria        |
|       | Rosey Fletcher              | Stany Zjednoczone |
|       | Manuela Riegler             | Austria           |
| 4     | Heidi Renoth                | Niemcy            |
| 5     | Karine Ruby                 | Francja           |
| 6     | Sondra van Ert              | Stany Zjednoczone |
| 7     | Dagmar Mair unter der Eggen | Włochy            |
| 8     | Sara Fischer                | Szwecja           |
| ...   |                             |                   |
| 26    | Jagna Marczułajtis          | Polska            |
| 31    | Blanka Isielonis            | Polska            |
| 40    | Małgorzata Kukucz           | Polska            |

#### Slalom równoległy
- Data: 26 stycznia 2001

| Medal | Zawodniczka               | Narodowość        |
| ----- | ------------------------- | ----------------- |
|       | Karine Ruby               | Francja           |
|       | Isabelle Blanc            | Francja           |
|       | Carmen Ranigler           | Włochy            |
| 4     | Sandra Farmand            | Niemcy            |
| 5     | Jagna Marczułajtis        | Polska            |
| 6     | Maria Kirchgasser-Pichler | Austria           |
| 7     | Sara Fischer              | Szwecja           |
| 8     | Stacia Hookom             | Stany Zjednoczone |
| ...   |                           |                   |
| DNF   | Blanka Isielonis          | Polska            |
| DNF   | Małgorzata Kukucz         | Polska            |

#### Halfpipe
- Data: 27 stycznia 2001

| Medal | Zawodniczka        | Narodowość |
| ----- | ------------------ | ---------- |
|       | Doriane Vidal      | Francja    |
|       | Stine Brun Kjeldås | Norwegia   |
|       | Sari Grönholm      | Finlandia  |
| 4     | Fabienne Reuteler  | Szwajcaria |
| 5     | Minna Hesso        | Finlandia  |
| 6     | Lori Glazier       | Kanada     |
| 7     | Janet Jonsson      | Szwecja    |
| 8     | Romina Maolini     | Włochy     |
| ...   |                    |            |
| 22    | Paulina Ligocka    | Polska     |
| 32    | Katarzyna Leniwiec | Polska     |

## Klasyfikacja medalowa
| Miejsce | Państwo           |   |   |   | Razem |
| ------- | ----------------- | - | - | - | ----- |
| 1.      | Francja           | 5 | 4 | 0 | 9     |
| 2.      | Szwajcaria        | 3 | 0 | 0 | 3     |
| 3.      | Norwegia          | 1 | 2 | 0 | 3     |
| 4.      | Kanada            | 1 | 0 | 1 | 2     |
| 5.      | Stany Zjednoczone | 0 | 1 | 1 | 2     |
| 6.      | Niemcy            | 0 | 1 | 0 | 1     |
| 6.      | Słowenia          | 0 | 1 | 0 | 1     |
| 6.      | Szwecja           | 0 | 1 | 0 | 1     |
| 9.      | Austria           | 0 | 0 | 3 | 3     |
| 9.      | Włochy            | 0 | 0 | 3 | 3     |
| 11.     | Finlandia         | 0 | 0 | 2 | 2     |